# Thomas Borgmeier
Thomas Borgmeier (Bielefeld, 31 oktober 1892 – Rio de Janeiro, 11 mei 1975) was een Duits-Braziliaans entomoloog en lid van de minderbroeders.
Na zijn opleiding aan het gymnasium van Bielefeld emigreerde Borgmeier in 1911 naar Brazilië, waar hij toetrad tot de orde van de franciscanen. Hij studeerde er filosofie en theologie, maar tijdens zijn studie raakte hij geïnteresseerd aan de entomologie, en hij kreeg van zijn orde toelating om een carrière in die richting te volgen. Hij werkte vanaf 1924 aan het Museu Nacional in Rio de Janeiro en in 1928 aan het nieuw Instituto Biologico in São Paulo, als assistent in de entomologie. Hij keerde in 1933 terug naar Rio als hoofd van de entomologische afdeling van het Instituto de Biologia Vegetal in de botanische tuin aldaar. Hij stichtte in 1931 het tijdschrift Revista de Entomologia, waarvan hij de redacteur en uitgever was tot 1951, toen de uitgave wegens geldgebrek moest gestaakt worden. Nadien richtte hij de Studia Entomologica op. Rond 1973 ging hij op rust naar een franciscanerklooster in Rio. Hij overleed op 11 mei 1975.
Borgmeier publiceerde circa 240 artikelen, vooral over mieren en bochelvliegen (Phoridae).